# 新村 (新澤西州)
新村（英語：New Village）是位於美國新澤西州沃倫縣的普查規定居民點。

## 人口
根據2020年美國人口普查的數據，新村的面積為2.46平方千米，皆為陸地。當地共有人口399人，而人口密度為每平方千米162.2人。